# Лентикулярний друк
Лентикулярний друк — технологія друку зображень, в якій лентикулярний растр використовується для створення ілюзії глибини простору і багаторакурсності або зміни зображення при перегляді під різними кутами. Один із способів автостереоскопії, або безокулярної сепарації зображень стереопари в 3D-фотографії. Цей вид поліграфічної продукції відрізняється тим, що дозволяє створювати анімаційне зображення з просторовим ефектом, так звані стерео та варіо зображення.
Масове виробництво цієї продукції було освоєно в 70-ті роки в Японії. Лентикулярна лінза це — прозорий пластик, з однієї сторони котрого знаходяться тонкі довгасті лінзи, які збільшуючи зображення, дозволяють бачити різні його частини в залежності від кута перегляду. Звісно, якість зображення та коліропередача при лентикулярному друку відрізняється від класичної поліграфії, але дозволяє замість статичного зображення бачити різні візуальні ефекти.